# Garret Hobart
Garret Augustus Hobart (født 3. juni 1844, død 21. november 1899) var USA's 24. vicepræsident.

Før Hobart gik ind i politik, praktiserede han som advokat i Paterson i New Jersey, og det var også som lokalpolitiker i denne stat, at hans politiske liv begyndte. Han blev valgt som vicepræsident for præsident William McKinley i 1896 og blev i denne stilling, til han døde af hjertesvigt i november 1899. 
I Hobarts tid som vicepræsident udførte hans kone Jennie en del af pligterne for præsident McKinleys kone Ida Saxton McKinley, fordi sidstnævnte led af epilepsi. 